# Vase plastique

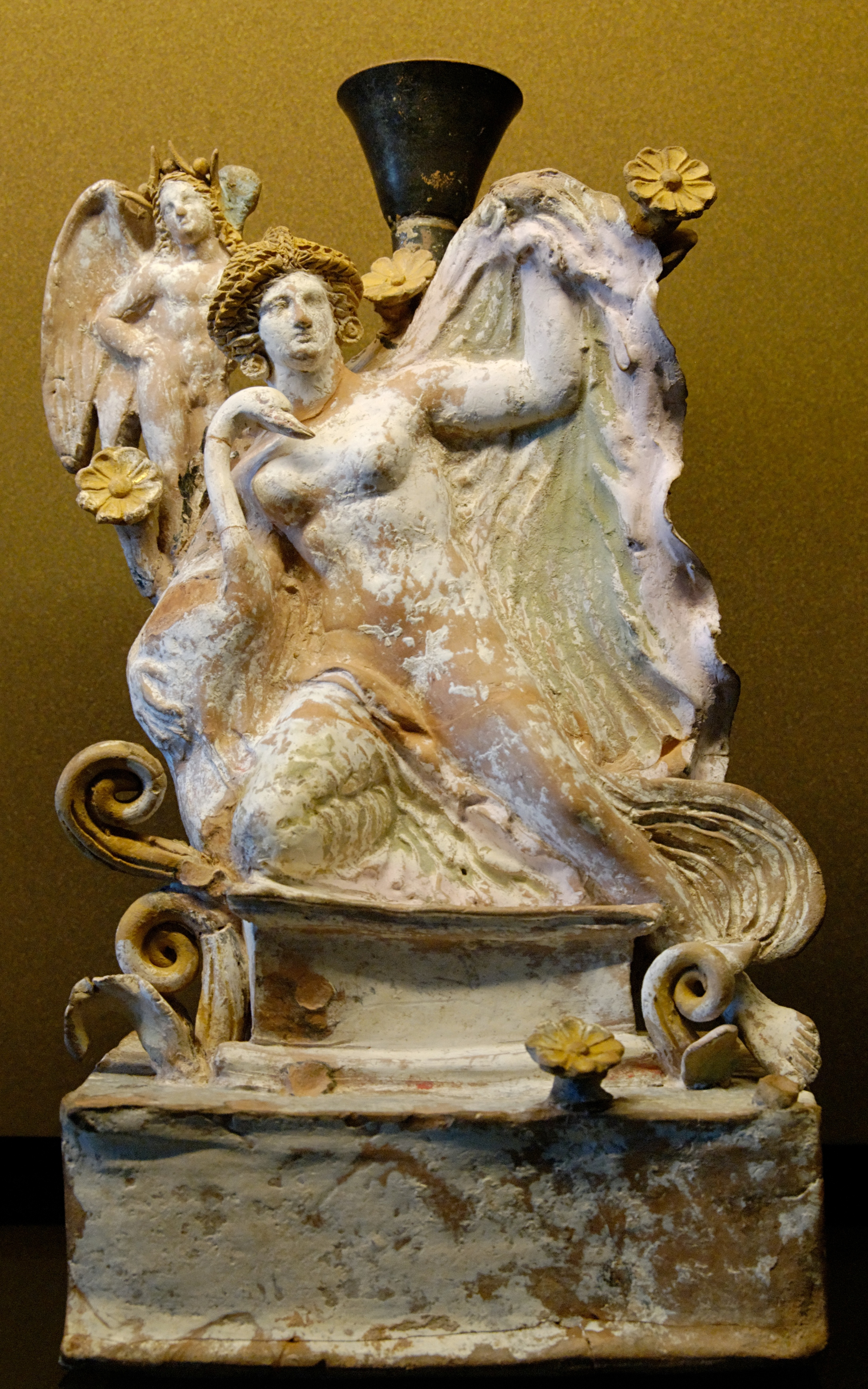
Lécythe plastique attique figurant Léda et le cygne, vers -375 à -350 (musée du Louvre).

Un vase plastique est un vase céramique incorporant un ou plusieurs éléments sculptés.
Ces éléments peuvent être des têtes zoomorphes ou anthropomorphes, voire des figures complètes. Ils sont généralement moulés, mais peuvent aussi être modelés, tandis que la panse et l'encolure du vase sont tournés.
Dans la céramique grecque antique, des vases plastiques sont rattachés par des signatures à des artisans, comme Sotadès (en), le Peintre de Brygos ou Euphronios.